# Maeser
Maeser é uma Região censo-designada localizada no estado norte-americano de Utah, no Condado de Uintah.

## Demografia
Segundo o censo norte-americano de 2000, a sua população era de 2855 habitantes.

## Geografia
De acordo com o United States Census Bureau tem uma área de
16,8 km², dos quais 16,8 km² cobertos por terra e 0,0 km² cobertos por água.

## Localidades na vizinhança
O diagrama seguinte representa as localidades num raio de 36 km ao redor de Maeser.